# 井上藍香
井上 藍香（いのうえ あいか、1993年11月25日 - ）は日本のタレント。
ジョビィキッズに所属していた。東京都出身。

## 人物・エピソード
- 幼少期に父親の仕事の都合でアメリカに住んでいた経験がある。

## 主な出演作

### テレビ
- 英語であそぼ（2003年度 - 2004年度、NHK教育）MAYA 役